# Myzostoma insigne
Myzostoma insigne is een ringworm uit de familie Myzostomatidae.
Myzostoma insigne werd in 1927 voor het eerst wetenschappelijk beschreven door Atkins.